# Sancho de Barros Pimentel
Sancho de Barros Pimentel (Salvador, 16 de outubro de 1849 — Rio de Janeiro, 24 de fevereiro de 1924) foi um político brasileiro.
Foi presidente das províncias do Piauí, de 15 de abril a 13 de dezembro de 1878, do Paraná, de 3 de maio de 1881 a 26 de janeiro de 1882, do Ceará, de 22 de março a 31 de outubro de 1882 e de Pernambuco de 20 de setembro de 1884 a 8 de abril de 1885.